# Brendan Daly
Brendan Daly (ur. 2 lutego 1940 w Cooraclare, zm. 6 lipca 2023) – irlandzki polityk, poseł do Dáil Éireann, senator, kilkukrotnie minister.

## Życiorys
Kształcił się w prowadzonej przez Christian Brothers szkole w Kilrush. Zaangażował się w działalność polityczną w ramach Fianna Fáil. W 1973 po raz pierwszy uzyskał mandat posła do Dáil Éireann z okręgu Clare. Z powodzeniem ubiegał się o reelekcję w sześciu kolejnych wyborach (w 1977, 1981, lutym 1982, listopadzie 1982, 1987, 1989), zasiadając w niższej izbie irlandzkiego parlamentu do 1992.
Od marca 1980 do czerwca 1981 pełnił niższą funkcję rządową ministra stanu w departamencie pracy. Od marca do grudnia 1982 był ministrem rybołówstwa i leśnictwa. W marcu 1987 został ministrem turystyki, rybołówstwa i leśnictwa, jeszcze w tym samym miesiącu jego departament przekształcono w departament gospodarki morskiej; Brendan Daly kierował do lipca 1989. W tym samym miesiącu powołany na ministra stanu w departamencie premiera oraz w departamencie finansów. W lutym 1991 przeszedł na urząd ministra obrony, sprawował go do listopada tegoż roku. Następnie do lutego 1992 był ministrem spraw społecznych. Od tegoż miesiąca do stycznia 1992 w randze ministra stanu pracował w departamencie spraw zagranicznych.
W 1992 nie został wybrany na deputowanego na kolejną kadencję. W tym samym roku powołany przez premiera w skład Seanad Éireann, a w 1993 wybrany do irlandzkiego senatu z ramienia panelu rolnego. W 1997 powrócił do Dáil Éireann, mandat utracił jednak w wyborach w 2002. W tymże roku powołany na senatora przez panel pracowniczy, funkcję tę pełnił do 2007, a w przeprowadzonych w 2007 wyborach ponownie bezskutecznie kandydował do niższej izby parlamentu.